# Hydrodessus fragrans
Hydrodessus fragrans är en skalbaggsart som beskrevs av Spangler 1985. Hydrodessus fragrans ingår i släktet Hydrodessus och familjen dykare. Inga underarter finns listade i Catalogue of Life.